# Trolleybus van Hoyerswerda
De trolleybus van Hoyerswerda is een voormalig trolleybusbedrijf in Hoyerswerda in de Duitse deelstaat Saksen. Het net bestond amper vijf jaar van 1989 tot 1994 en het was daarmee tegelijk het meest recente trolleybusbedrijf in Duitsland. Naast Greiz, Königstein en Ludwigsburg behoort Hoyerswerda tot het kleine kransje Duitse steden waar ooit wel een trolleybus reed maar geen tram.
De exploitatie was oorspronkelijk in handen van het toenmalige Volkseigener Betrieb (VEB) Kraftverkehr Schwarze Pumpe, dat zelf een onderdeel uitmaakte van het VEB Verkehrskombinat Cottbus. Na de Wende ging de verantwoordelijkheid voor de trolleybus van Hoyerswerda over naar de hieruit ontstane  vennootschap met beperkte aansprakelijkheid (GmbH) Kraftverkehr Schwarze Pumpe. In 1992 ging dit bedrijf op zijn beurt op in het Verkehrsgesellschaft Spree-Elster (VSE), het huidige Verkehrsgesellschaft Schwarze Elster.

## Voorgeschiedenis
In de jaren 1980 had de DDR zich tot doel gesteld om te besparen op de import van dure aardolie door in de plaats zoveel mogelijk beroep te doen op inlandse bruinkool. Naast de steden Neubrandenburg, Stendal, Stralsund, Suhl en Wismar besliste men om ook in Hoyerswerda een trolleybusnet aan te leggen. Uiteindelijk werd het de enige van voormelde steden waar de trolleybus ook daadwerkelijk gerealiseerd werd. In Suhl werden de bouwwerken kort voor de afwerking stilgelegd en in de vier andere steden kwam het niet verder dan plannen.

## Geschiedenis
De aanleg gebeurde door de Interessengemeinschaft Territoriale Rationalisierung, waarvan 25 bedrijven en de gemeenteraad van Hoyerswerda deel uitmaakten. Het openingsfeest vond plaats op 6 oktober 1989, daags voor de veertigste verjaardag van de DDR. De trolleybuslijn werd geopend door Dr. Herbert Richter, directeur-generaal van het Gaskombinaat Fritz Selbmann, Rainer Bonkaß, hoofd van voormelde Interessengemeinschaft en ondervoorzitter van de raad van het Bezirk Cottbus en Heinz Auerswald, voorzitter van de raad van de Kreis Hoyerswerda.
De dagelijkse exploitatie startte op 8 oktober 1989. In het begin werd echter maar een deel van de toenmalige lijn A (later lijn 11, station Hoyerswerda - stelplaats) elektrisch bereden, namelijk tussen de stelplaats en Am Ehrenhain. Deze halte wordt thans zelfs niet meer door openbaar vervoer bediend. Het verdere traject naar het station bleef uitgebaat met dieselbussen. De overstap tussen beide delen van de lijn werd wel verzekerd.
In 1990 kwam de toenmalige lijn D (de latere lijn 14) onder spanning. Deze verbond de woonwijk Seidewinkel met de stelplaats. Lijn C (station - Industriegebied) zou aan de halte Am Ehrenhain net zoals lijn A ook kunnen gesplitst worden, maar zover kwam het niet.
Kort voor de Duitse hereniging viel de trolleybus als vervoermiddel echter in ongenade. Op 6 september 1990 besliste de gemeenteraad van Hoyerswerda om de plannen voor het onder draad brengen van het traject door de oude stad (Altstadt) op te bergen. In het voorjaar 1991 viel de beslissing om ook af te zien van de verdere uitbouw van het trolleybusnet richting Neustadt. Het argument was dat het dalende inwoner- en reizigersaantal in de jaren na Die Wende de rendabiliteit van een trolleybusbedrijf in een relatief kleinere stad als Hoyerswerda steeds verder zou doen dalen.
Midden 1992 werd nog een deeltraject van buslijn B naar het Waldfriedhof in de wijk Kühnicht geëlektrificeerd en tegelijk kwam aan de halte Hoyerswerda Neustadt nog een bijkomende tussenliggende keerlus in gebruik. Beide werden echter nooit elektrisch in gebruik genomen. Daarmee bereikte het net een maximale lijnlengte van 10,83 kilometer voor een totale lengte van de bovenleiding van 20,58 kilometer. Hiervoor werden in totaal 526 betonnen, 56 zeshoekige stalen en 59 roosterstalen bovenleidingspalen gezet.
Al in 1993 werd lijn 11 om de hierboven genoemde redenen volledig omgezet naar dieselbusexploitatie. daardoor verviel ook de gedwongen overstap. Op 26 april 1994 besloot de gemeenteraad uiteindelijk om ook de andere trolleybuslijn 14 tegen 31 december 1994 op te heffen.
De laatste trolleybussen op lijn 14 reden op 30 december 1994. Delen van de bovenleidingsinfrastructuur werden na de opheffing verkocht aan de Barnimer Busgesellschaft die in Eberswalde een van de drie nog overblijvende Duitse trolleybusnetten uitbaat. Aan het voormalige eind-, respectievelijk overstappunt Am Ehrenhain herinnert een reliëf 'Hoyerswerda - Obus 1989' dat ginds geplaatst werd bij de opening, tot op heden aan de trolleybus. In Kühnicht bestaat er ook nog een onderstation.

## Voertuigen

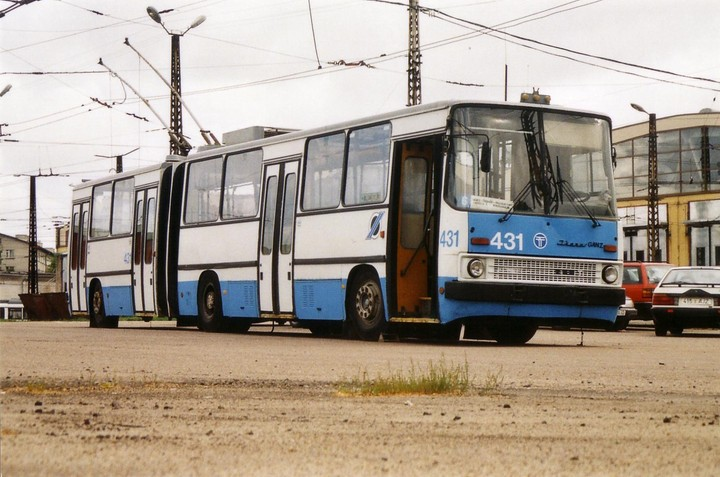
Trolleybus 720 (thans 431) …

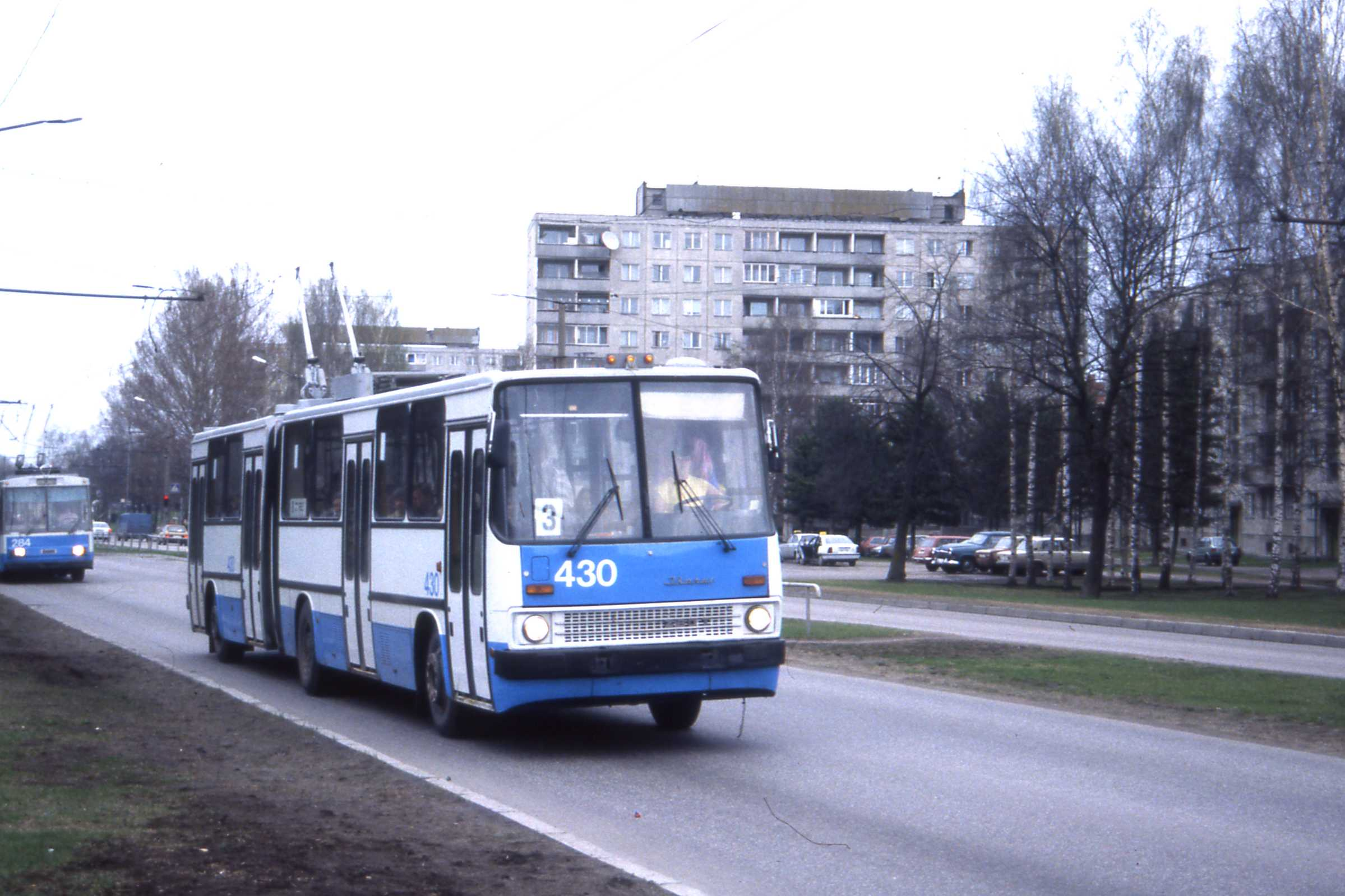
en 722 (thans 430) verhuisden naar Tallinn

In Hoyerswerda werden uitsluitend gelede trolleybussen ingezet van de Hongaarse busbouwer Ikarus. In totaal waren er 12 voertuigen van het type 280.93 beschikbaar. Vijf daarvan met de nummers 570 tot 574, later hernummerd naar 711 tot 715, stonden ter beschikking bij de opening. De zeven andere trolleybussen (nummers 575 tot 581, later 716 tot 722) kwamen de vloot versterken op het ogenblik dat lijn D onder draad kwam. De levering van dit tweede lot liep tot mei 1990.
Zes trolleybussen werden vanaf 13 oktober 1993 buiten dienst gesteld op het ogenblik dat lijn 11 niet langer elektrisch werd bereden. Zij vertrokken in de loop van 1994 naar het trolleybusbedrijf van Tallinn, waar ze in 2003 uit het park werden geschrapt. De overige zes trolleybussen belandden na de opheffing via twee doorverkopers uiteindelijk in de Russische stad Tscheljabinsk, waar ze nog steeds in gebruik zouden zijn.